# Ditscheid
Ditscheid település Németországban, Rajna-vidék-Pfalz tartományban. Lakosainak száma 259 fő (2023. december 31.).

## Népesség
A település népességének változása:
| Lakosok száma | 214  | 258  | 264  | 257  | 264  | 259  |
|               | 1975 | 2017 | 2019 | 2021 | 2022 | 2023 |